# Énoe (Corintia)

Mapa del istmo de Corinto donde se aprecia la situación de Énoe.

Énoe (en griego, Οἰνόη) fue una antigua fortaleza griega perteneciente a Corintia.
Se encontraba en el distrito de Perea o Pireo, al este del istmo de Corinto. Allí hizo una campaña Agesilao de Esparta el 390 a. C. ocupando Énoe y el Hereo de Perajora. Dejó una guarnición en la fortificación, pero Ifícrates de Atenas se apoderó posteriormente del lugar.
Se identifica con la actual Esjinos, situada a unos 15 km al este de Perajora.